# Bembidion jacobianum
Bembidion jacobianum är en skalbaggsart som beskrevs av Thomas Casey. Bembidion jacobianum ingår i släktet Bembidion och familjen jordlöpare. Inga underarter finns listade i Catalogue of Life.